# Львівська спілка архітекторів
Львівська обласна організація Національної спілки архітекторів України ЛОО НСАУ (попередні назви: Львівське відділення Спілки архітекторів УРСР, Львівська організація Спілки архітекторів України) є місцевим творчим осередком Національної спілки архітекторів України (НСАУ) – незалежна місцева громадська творча неприбуткова організація, яка має фіксоване членство і об'єднує на добровільних засадах професійних архітекторів області.

## Історія
Історія творення фахових об’єднань львівських архітекторів налічує більш як 100 років. Їх утворення і діяльність виявились узалежненими не стільки від фахових питань, скільки від територіально-політичних змін, які відбувалися впродовж цього часу на політичній мапі Східної Європи. Львів за цей час перебував у складі різних держав: Австро-Угорської імперії, Польщі, СРСР, України.
Перші фахові об’єднання з участю архітекторів з’явились у Галичині в другій половині ХІХ ст. Велика кількість архітекторів, зокрема, українців, брала участь у діяльності Політехнічного товариства (“Towarzystwa Politechnicznego”), створеного у Львові у 1876 р. Це товариство у 1906 р. спорудило власний будинок на вул. Зіморовича (Дудаєва), 9, видавало власний часопис “Czasopismo Techniczne” (виходив до 1939 р.). Напередодні першої світової війни Політехнічне товариство налічувало 1039 членів. Коли у 1913 р. українці вийшли зі його складу і заснували Руське технічне товариство, об’єднання змінило назву на Польське політехнічне товариство.
Коло польських архітекторів у Львові (Kolo archtektow polskich we Lwowie), створене у 1908р. – стало першою суто архітектурною професійною спілкою не лише у Львові, але й на території сучасної України загалом. Це товариство захищало та матеріально підтримувало митців, організовувало виставки, конкурси. Головами президії Кола у передвоєнні роки були, зокрема, Вінцент Ян Равскі, Людвік Балдвін Рамулт, Альфред Захаревич.
Іншим фаховим об’єднанням у цей час було Товариство уповноважених будівничих (“Stowarzyszenie przemyslowe upowaznionych budowniczych”), куди входили також українці, завдання і діяльність якого були дещо подібні до тих функцій, які виконують нині Архітектурні палати в європейських країнах.
У період між світовими війнами Львів перебував у складі відновленої польської держави. У повоєнні роки у місті продовжувало свою діяльність Коло польських архітекторів у Львові. У 1934 р. була заснована Спілка архітекторів Польської республіки (Stowarzyszenie Architektow Rzeczypospolitej Polskiej - SARP), відділення якої діяло у Львові. Головою відділення у передвоєнні роки були, зокрема, Маріон Коссаковскі, Маріан Осіньскі (Marian Osinski, 1883-1974), декан архітектурного факультету Львівської політехніки.
У 1939 р. в результаті реалізації домовленостей пакту Ріббентропа-Молотова, які призвели до початку другої світової війни, Польща була захоплена Німеччиною та СРСР. Західна Україна опинилась у складі тоталітарної комуністичної імперії. Нова влада відразу заборонила діяльність всіх політичних та громадських організацій та розпочала поширювати на захопленій території діяльність громадських об’єднань, які діяли в СРСР під контролем комуністичної влади, зокрема і творчих спілок.
Союз радянських архітекторів у СРСР був створений у 1933 р. відповідно до постанови ЦК ВКП(б) (з 1955 р. – Союз архітекторів СРСР). У 1937 р. заснована Спілка архітекторів УРСР як республіканська філія Союзу радянських архітекторів.
У жовтні 1940 р. в актовій залі Львівського політехнічного інституту були проведені збори архітекторів Львова, на яких обрано організаційний комітет у складі: Микола Мікула, Євген Нагірний та М. Перфецька. Цей оргкомітет розпочав приймати архітекторів до складу Союзу радянських архітекторів. На зборах, окрім львівських архітекторів, були присутні архітектори, прислані сюди для роботи з Києва, Харкова, Москви. Першим головою правління Львівського відділення СА УРСР було обрано А.М.Касьянова, харківського архітектора, відрядженого для роботи у Львові. Однак невдовзі почалась війна між СРСР та Німеччиною і Львів був окупований німецькими військами до липня 1944 р.
Перші згадки про відновлення діяльності Львівського відділення СА УРСР датовані жовтнем 1944 р. Знову був організований організаційний комітет, який очолив головний архітектор міста Анатолій Натальченко. В цей час у місті працювало біля 70 архітекторів, більшість яких прибула до Львова зі сходу. Архітектори-поляки у 1946-1947 рр. виїхали до Польщі, а місцевих архітекторів-українців на той час було мало.
Чисельність Львівського відділення Спілки архітекторів УРСР у 1946 р. складала 49 осіб і до 1963 р. коливалась у межах між 38 і 55. Зростання чисельності відділення (пізніше Львівської організації, Львівської обласної організації) почалось у 1970-рр.: 1970 р. – 65, 1975 – 105, 1980 - 126, 1983 – 145 осіб.
У 1989 р. у Львівському будинку архітектора відбулись, тоді ще у напівлегальних умовах, історичні перші збори Народного Руху України.
У 1990 р. на IX з’їзді Спілки архітекторів УРСР було прийняте рішення вийти зі складу Союзу архітекторів СРСР та утворити незалежну Спілку архітекторів України. У 1992 р. вже відповідно до українського законодавства замість Львівського відділення Спілки архітекторів УРСР була зареєстрована Львівська організація Спілки архітекторів України. 
Нині ЛОО НСАУ налічує понад 300 членів організації.

## Львівський Будинок архітектора
Значним поштовхом для активізації діяльності Львівського відділення СА УРСР стало надання у 1947 р. владою приміщень на вул. Вірменській, 23  для організації тут Будинку архітектора – 7 кімнат загальною площею 95 кв.м. Тут була організована бібліотека, стали проводитись творчі заходи: обговорення проєктів, лекції, виставки тощо. Однак у кінці 1949 р. ці приміщення передали Інституту прикладного і декоративного мистецтва. 
Для  відділення Спілки архітекторів надали приміщення у Львівському будинку вчених на вул. Міцкевича (нині Листопадового Чину), 6 – чотири кімнати на першому поверсі.
Співіснування двох організацій в одному будинку створювало незручності, неодноразово призводило до конфліктних ситуацій. Пожежа, яка виникла 21.10.1953, якраз у час, коли у цьому приміщенні проводився пленум Спілки архітекторів УРСР, стала для дирекції Будинку вчених приводом для виселення Львівського відділення СА УРСР з займаних приміщень. Знову Спілка стала бездомною. Для деяких заходів Спілки приміщення іноді надавала львівська філія інституту «Діпроміст».
У 1956 р. Андрій Шуляр, начальник відділу у справах будівництва та архітектури Львівського облвиконкому, запропонував правлінню Спілки пристосувати Порохову башту (вежу), пам’ятку архітектури XVI ст. для використання під Будинок архітектора. Порохова вежа на той час - це були тільки стіни, над якими у 1950-х рр. влаштовані конструкції даху. Був організований конкурс на кращий проєкт облаштування внутрішнього простору Порохової вежі. Кращим визнали проєкт групи архітекторів: В.Дорошенка, А.Діятяна та М.Юдкіна, який передбачав влаштування внутрішнього простору у трьох рівнях. Проєктно-кошторисну документацію виконала Львівська проєктна група республіканського науково-реставраційного управління Держбуду УРСР під керівництвом Володимира Дорошенка.
Андрій Шуляр забезпечив фінансування будівельних робіт за рахунок спеціальних коштів, що використовувалися на відбудову зруйнованих пам’яток архітектури та постачання фондових будівельних матеріалів та конструкцій.
Розробку інтер’єрів здійснили архітектори Ярослав Новаківський, Ярослав Назаркевич, Олег Радомський. Панно-зграфіто, присвячене засновникам Львова, на стіні на третьому поверсі над сходовим маршем виконали студенти інституту прикладного і декоративного мистецтва під керівництвом Романа Сельського.
Урочисте відкриття Львівського будинку архітектора відбулось у 1959 р.
Інтер’єри кафе на першому поверсі завершили пізніше, у 1963 р. за проєктом Володимира Дорошенка та Володимира Блюсюка. Декоративне панно з керамічних елементів було виконане студентом-дипломантом інституту прикладного і декоративного мистецтва В.Гітерманом.
З того часу Львівський будинок архітектора став осередком творчої активності архітектурної спільноти Львова та області. Спілка архітекторів організовувала тут обговорення проєктів, виставки творчих робіт архітекторів, художників, творчої молоді, дипломних робіт творчих вузів Львова, огляди-конкурси дипломних проєктів архітектурних факультетів країни. Діяли студії малюнку та живопису для дітей, бібліотека.
Активно діяло у ті роки правління Львівського відділення СА УРСР. До його складу обирали, як правило, головних архітекторів Львова та області, керівників основних проєктних організацій. Існувала практика професійного обговорення найбільш важливих для розвитку Львова містобудівних та архітектурних проєктів. Зокрема,  у 1970 р. обговорювався проєкт детального планування центральної частини Львова, виконаний авторським колективом під керівництвом Ярослава Новаківського у Львівській філії інституту «Діпроміст», проєктні роботи, які передували створенню Державного історико-архітектурного заповідника у Львові у 1975 р., проєктні пропозиції спортивно-видовищного залу на вул. Липова Алея, інші проєкти.
Активно Будинок архітектора використовувався для культурного відпочинку та розваг не тільки архітекторів, а й творчої інтелігенції Львова. 
Кошти на статутну діяльність Львівського відділення Спілки архітекторів надходили від обов’язкових відрахувань 10% фонду зарплати архітекторів проєктних організацій на її рахунок, що було законодавчо закріплено. Це давало вести статутну діяльність, утримувати штатних працівників та забезпечувати функціонування Будинку архітектора.
На початку 1990-х рр. організація зіткнулась з надзвичайно складними проблемами фінансового характеру. Систему фінансування її діяльності за рахунок обов’язкових відрахувань проєктних організацій відмінили. Слід було шукати інші джерела коштів.
Львівську організацію у той час очолював Роман Сивенький, який, окрім того, що був талановитим архітектором, виявив неабиякі організаційні та ділові здібності. У кафе та інших приміщеннях Будинку архітектора проводились творчі зустрічі, різноманітні святкування, концерти тощо, у яких брали участь як архітектори так і відомі діячі культури, науки. Фінансову допомогу спілці надавали Творча архітектурна майстерня «Архпроект» та інші приватні архітектурні фірми.
Це дало змогу не тільки утримати організацію, а й проводити поточний ремонт приміщень Будинку архітектора.
Новим етапом розвитку Львівського будинку архітектора стала його трансформація у 2018-2019 рр. у Центр архітектури, дизайну та урбаністики «Порохова вежа».  Цей простір став місцем проведення великих мультимедійних виставкових проєктів, націлених на популяризацію української архітектури, зокрема таких як «Metropolis: минулі утопії майбутнього» і «Іван Левинський: Імпульс» (куратор Павло Гудімов).  А також з червня 2018 року тут проводиться Фестиваль української архітектури «ВЕЖА».
У 2019 році було відзначене 60-річчя відкриття Львівського будинку архітектора у Пороховій вежі. До цієї дати проведено Круглий стіл «Сучасні проблеми містобудівного розвитку історичних міст України» за участі архітекторів зі Львова, Тернополя та Чернівців і затверджено "Львівську архітектурну хартію"

## Голови правління
Анатолій Натальченко - 1945-1947;
І. Слободяник – 1947-1948;
Віктор Шарапенко – 1948-1949;
Л. Чуприн – 1949-1951;
Іван Персіков – 1951-1952;
Я. Яремченко – 1952- 1955;
Федір Амосов – 1955-1956;
Микола Юдкін – 1957-1960;
Станіслав Соколов – 1960-1965;
Мирон Вендзилович – 1965-1971;
Роман Липка – 1971-1983;
Андрій Рудницький – 1983-1988;
Роман Мих –1988-1990;
Роман Сивенький – 1990-1999;
Ярема Кушнір – 2000-2003;
Микола Габрель – 2003-2008;
Олександр Ярема [Архівовано 12 квітня 2020 у Wayback Machine.] –  2008-2017;
Богдан Гой – 2017-2020;
Микола Шеремета - з 2020 і донині.